# Championnat du monde féminin moins de 18 ans de hockey sur glace 2015
Navigation
Championnat du monde 2014 Championnat du monde 2016
Le Championnat du monde féminin moins de 18 ans de hockey sur glace 2015 est la huitième édition de cette compétition organisée par la Fédération internationale de hockey sur glace (IIHF). 
Le tournoi de la Division élite, regroupant les meilleurs nations, a eu lieu du 5 au 12 janvier 2015 à Buffalo aux États-Unis. Les divisions inférieures ont été disputées indépendamment du groupe élite, à Vaujany en France pour la Division I et à Katowice en Pologne pour les Qualifications à la Division I 2016.

## Division élite

### Format de compétition
Le format diffère de la compétition précédente. 
Les 8 équipes participantes sont réparties en deux groupes de 4 : les mieux classées dans le groupe A et les autres dans le groupe B. Chaque groupe est disputé sous la forme d'un championnat à matches simples. Les 2 premiers du groupe A sont qualifiés d'office pour les demi-finales. Les 2 derniers du groupe A et le 2 premiers du groupe B s'affrontent lors de quarts de finale croisés. Les 2 derniers du groupe B participent au tour de relégation qui détermine l'équipe qui est reléguée en Division I lors de l'édition de 2016.
La répartition des points est la suivante :
- 3 points pour une victoire dans le temps réglementaire ;
- 2 points pour une victoire en prolongation ou aux tirs de fusillade ;
- 1 point pour une défaite en prolongation ou aux tirs de fusillade ;
- 0 point pour une défaite dans le temps réglementaire.

| Groupe A - Canada (T) - États-Unis - Tchéquie - Russie | Groupe B - Finlande - Japon - Suède - Suisse (P) |

### Tour préliminaire

#### Groupe A

##### Matches
| 5 janvier 2015 | Russie | 3-1 (2-0, 1-0, 0-1) | République tchèque | Harbor Center Rink 1 351 spectateurs |

| Feuille de match   | Feuille de match                                                                     | Feuille de match                  | Feuille de match                   | Feuille de match                                              |
| ------------------ | ------------------------------------------------------------------------------------ | --------------------------------- | ---------------------------------- | ------------------------------------------------------------- |
|                    | Chokhina — 12 min 55 s Korotkikh — 16 min 44 s Bolgareva (Faliakhova) — 22 min 5 s - | 1-0 2-0 3-0 3-1                   | - Patockova (Pejlova) — 46 min 1 s | Arbitrage : Miyuki Nakayama Michaela Kudelova Jessica Leclerc |
| Valeria Tarakanova | Gardiens                                                                             | Katerina Zechovska Blanka Skudova |                                    | Arbitrage : Miyuki Nakayama Michaela Kudelova Jessica Leclerc |
| 4 min              | Pénalités                                                                            | 0 min                             |                                    | Arbitrage : Miyuki Nakayama Michaela Kudelova Jessica Leclerc |
| 26                 | Tirs                                                                                 | 27                                |                                    | Arbitrage : Miyuki Nakayama Michaela Kudelova Jessica Leclerc |

| 5 janvier 2015 | Canada | 1-2 (TB) (0-1, 0-0, 1-0, 0-0, 0-1) | États-Unis | Harbor Center Rink 1 1 800 spectateurs |

| Feuille de match     | Feuille de match               | Feuille de match | Feuille de match                                              | Feuille de match                                         |
| -------------------- | ------------------------------ | ---------------- | ------------------------------------------------------------- | -------------------------------------------------------- |
|                      | - Bizal (Lonergan) — 5 min 6 s | 0-1 1-1 1-2      | Potomak (Houston, O'Neill) — 49 min 1 s - Dunne — 65 min (TB) | Arbitrage : Debby Hengst Natasa Pagon Johanna Tauriainen |
| Marlène Boissonnault | Gardiens                       | Kaitlin Burt     |                                                               | Arbitrage : Debby Hengst Natasa Pagon Johanna Tauriainen |
| 12 min               | Pénalités                      | 8 min            |                                                               | Arbitrage : Debby Hengst Natasa Pagon Johanna Tauriainen |
| 16                   | Tirs                           | 20               |                                                               | Arbitrage : Debby Hengst Natasa Pagon Johanna Tauriainen |

| 6 janvier 2015 | Canada | 3-2 (2-0, 1-1, 0-1) | Russie | Harbor Center Rink 1 522 spectateurs |

| Feuille de match | Feuille de match | Feuille de match    | Feuille de match                                                                                     | Feuille de match                                                |
| ---------------- | --- | ------------------- | --- | --------------------------------------------------------------- |
|                  | Giguère (Gebhard, Sucharda) — 1 min 42 s Potomak (Labbe, O'Neill) — 10 min 6 s - Giguère (Gebhard, Potomak) — 39 min 18 s - | 1-0 2-0 2-1 3-1 3-2 | - Kadirova (Teriochkina, Korotkikh) — 38 min 25 s - Pirogova (Kadirova, Ganeieva) — 57 min 56 s (SN) | Arbitrage : Ramona Weiss Jacqueline Spresser Johanna Tauriainen |
| Kristen Campbell | Gardiens | Valeria Tarakanova  | | Arbitrage : Ramona Weiss Jacqueline Spresser Johanna Tauriainen |
| 12 min           | Pénalités | 6 min               | | Arbitrage : Ramona Weiss Jacqueline Spresser Johanna Tauriainen |
| 39               | Tirs | 13                  | | Arbitrage : Ramona Weiss Jacqueline Spresser Johanna Tauriainen |

| 6 janvier 2015 | États-Unis | 3-0 (1-0, 0-0, 2-0) | République tchèque | Harbor Center Rink 1 902 spectateurs |

| Feuille de match  | Feuille de match                                                                                        | Feuille de match | Feuille de match | Feuille de match                                    |
| ----------------- | --- | ---------------- | ---------------- | --------------------------------------------------- |
|                   | Woken (Gorecki) — 3 min 28 s Davis (Shaver, Lonergan) — 48 min 1 s Samoskevich (Giilmore) — 59 min 36 s | 1-0 2-0 3-0      | -                | Arbitrage : Lacey Senuk Lee Tae-ri Jennifer McMahon |
| Brittany Bugalski | Gardiens                                                                                                | Blanka Skodova   |                  | Arbitrage : Lacey Senuk Lee Tae-ri Jennifer McMahon |
| 8 min             | Pénalités                                                                                               | 6 min            |                  | Arbitrage : Lacey Senuk Lee Tae-ri Jennifer McMahon |
| 34                | Tirs | 8                |                  | Arbitrage : Lacey Senuk Lee Tae-ri Jennifer McMahon |

| 8 janvier 2015 | République tchèque | 1-7 (1-1, 0-4, 0-2) | Canada | Harbor Center Rink 1 512 spectateurs |

| Feuille de match                 | Feuille de match                                | Feuille de match                | Feuille de match | Feuille de match                                    |
| -------------------------------- | ----------------------------------------------- | ------------------------------- | --- | --------------------------------------------------- |
|                                  | Pejzlova (Hymlarova, Patockova) — 11 min 18 s - | 1-0 1-1 1-2 1-3 1-4 1-5 1-6 1-7 | - Giguère (Potomak, Cogan) — 18 min 31 s Potomak (Giguère, Hart) — 20 min 28 s Coutu-Godbout (Houston, Pozzebon) — 27 min 46 s Hart (Potomak) — 30 min 11 s (SN) Agnew (Hunt) — 38 min 36 s O'Neill (Agnew) — 56 min 26 s Potomak (Giguère) — 58 min 24 s | Arbitrage : Miyuki Nakayama Lee Tae-ri Natasa Pagon |
| Katerina Zechkova Blanka Skodova | Gardiens                                        | Marlène Boissonnault            | | Arbitrage : Miyuki Nakayama Lee Tae-ri Natasa Pagon |
| 2 min                            | Pénalités                                       | 4 min                           | | Arbitrage : Miyuki Nakayama Lee Tae-ri Natasa Pagon |
| 8                                | Tirs                                            | 50                              | | Arbitrage : Miyuki Nakayama Lee Tae-ri Natasa Pagon |

| 8 janvier 2015 | États-Unis | 7-1 (2-0, 3-1, 2-0) | Russie | Harbor Center Rink 1 1 636 spectateurs |

| Feuille de match | Feuille de match | Feuille de match                        | Feuille de match                                  | Feuille de match                                            |
| ---------------- | --- | --------------------------------------- | ------------------------------------------------- | ----------------------------------------------------------- |
|                  | Samoskevich (Dunne, Gilmore) — 11 min 44 s Samoskevich (Roque, Marshall) — 19 min 55 s - Woken (Gorecki, Dunne) — 23 min 19 s Roque (Gorecki, Gilmore) — 28 min 2 s (SN) Norby (Woken, Gorecki) — 36 min 34 s Samoskevich (Gilmore, Roque) — 43 min 36 s Shaver (Davis, Lonergan) — 45 min 35 s | 1-0 2-0 2-1 3-1 4-1 5-1 6-1 7-1         | - Korotkikh (Chokhina, Chtariova) — 20 min 33 s - | Arbitrage : Ramona Weiss Michaela Kudelova Vanessa Stratton |
| Kaitlin Burt     | Gardiens | Valeria Tarakanova Ielizaveta Kondakova |                                                   | Arbitrage : Ramona Weiss Michaela Kudelova Vanessa Stratton |
| 10 min           | Pénalités | 14 min                                  |                                                   | Arbitrage : Ramona Weiss Michaela Kudelova Vanessa Stratton |
| 36               | Tirs | 9                                       |                                                   | Arbitrage : Ramona Weiss Michaela Kudelova Vanessa Stratton |

##### Classement final
| Clt   | Équipe     | PJ | V | VP | D | DP | BP | BC | Diff | Pts |
| ----- | ---------- | -- | - | -- | - | -- | -- | -- | ---- | --- |
| +001, | États-Unis | 3  | 2 | 1  | 0 | 0  | 12 | 2  | +10  | 8   |
| +002, | Canada     | 3  | 2 | 0  | 0 | 1  | 11 | 5  | +6   | 7   |
| +003, | Russie     | 3  | 1 | 0  | 2 | 0  | 6  | 11 | -5   | 3   |
| +004, | Tchéquie   | 3  | 0 | 0  | 3 | 0  | 2  | 13 | -11  | 0   |

- Qualifié pour les demi-finales
- Qualifié pour les quarts de finale

#### Groupe B

##### Matches
| 5 janvier 2015 | Suède | 3-2 (1-0, 0-1, 2-1) | Japon | Harbor Center Rink 1 186 spectateurs |

| Feuille de match | Feuille de match                                                                                 | Feuille de match    | Feuille de match                                                 | Feuille de match                                          |
| ---------------- | ------------------------------------------------------------------------------------------------ | ------------------- | ---------------------------------------------------------------- | --------------------------------------------------------- |
|                  | Olsson — 2 min 13 s - Adolfsson (Johansson) — 41 min 25 s (SN) - Olsson (Johansson) — 59 min 2 s | 1-0 1-1 2-1 2-2 3-2 | - Tsukimoto — 37 min 10 s (SN) - Tsukimoto (Ota) — 56 min 10 s - | Arbitrage : Deana Cuglietta Lee Tae-ri Svenja Strohmenger |
| Emma Soderberg   | Gardiens                                                                                         | Ayu Tonosaki        |                                                                  | Arbitrage : Deana Cuglietta Lee Tae-ri Svenja Strohmenger |
| 10 min           | Pénalités                                                                                        | 4 min               |                                                                  | Arbitrage : Deana Cuglietta Lee Tae-ri Svenja Strohmenger |
| 25               | Tirs                                                                                             | 28                  |                                                                  | Arbitrage : Deana Cuglietta Lee Tae-ri Svenja Strohmenger |

| 5 janvier 2015 | Finlande | 0-2 (0-0, 0-2, 0-0) | Suisse | Harbor Center Rink 2 227 spectateurs |

| Feuille de match | Feuille de match | Feuille de match | Feuille de match                                                                       | Feuille de match                                             |
| ---------------- | ---------------- | ---------------- | -------------------------------------------------------------------------------------- | ------------------------------------------------------------ |
|                  | -                | 0-1 0-2          | Muller (Allemann, Sigrist) — 29 min 47 s (SN) Quennec (Hanggi, Allemann) — 38 min 57 s | Arbitrage : Lacey Senuk Jennifer McMahon Jacqueline Spresser |
| Anni Keisala     | Gardiens         | Andrea Brandli   |                                                                                        | Arbitrage : Lacey Senuk Jennifer McMahon Jacqueline Spresser |
| 10 min           | Pénalités        | 8 min            |                                                                                        | Arbitrage : Lacey Senuk Jennifer McMahon Jacqueline Spresser |
| 39               | Tirs             | 19               |                                                                                        | Arbitrage : Lacey Senuk Jennifer McMahon Jacqueline Spresser |

| 6 janvier 2015 | Suède | 4-0 (3-0, 0-0, 1-0) | Suisse | Harbor Center Rink 1 356 spectateurs |

| Feuille de match | Feuille de match | Feuille de match | Feuille de match | Feuille de match                                           |
| ---------------- | --- | ---------------- | ---------------- | ---------------------------------------------------------- |
|                  | Armborg (Gradin, Hjalmarsson) — 1 min 31 s Armborg (Hjalmarsson) — 9 min 46 s Adolfsson (Olsson) — 12 min 55 s (SN) Adolfsson — 59 min 58 s | 1-0 2-0 3-0 4-0  | -                | Arbitrage : Jerilyn Glenn Jessica Leclerc Vanessa Stratton |
| Emma Soderberg   | Gardiens | Andrea Brandli   |                  | Arbitrage : Jerilyn Glenn Jessica Leclerc Vanessa Stratton |
| 4 min            | Pénalités | 4 min            |                  | Arbitrage : Jerilyn Glenn Jessica Leclerc Vanessa Stratton |
| 31               | Tirs | 22               |                  | Arbitrage : Jerilyn Glenn Jessica Leclerc Vanessa Stratton |

| 6 janvier 2015 | Japon | 2-4 (2-0, 0-2, 0-2) | Finlande | Harbor Center Rink 2 |

| Feuille de match | Feuille de match                                                | Feuille de match        | Feuille de match | Feuille de match                                         |
| ---------------- | --------------------------------------------------------------- | ----------------------- | --- | -------------------------------------------------------- |
|                  | Shiga (Seki, Toko) — 10 min 11 s (SN) Tsukimoto — 18 min 33 s - | 1-0 2-0 2-1 2-2 2-3 2-4 | - Savolainen (Ruuskanen) — 25 min 37 s Hakala — 38 min 42 s (TP) Salomaki (Kemppainen) — 47 min 43 s Hakala (Hietahatju, Nieminen) — 53 min 31 s | Arbitrage : Debby Hengst Natasa Pagon Svenja Strohmenger |
| Ayu Tonosaki     | Gardiens                                                        | Anni Keisala            | | Arbitrage : Debby Hengst Natasa Pagon Svenja Strohmenger |
| 4 min            | Pénalités                                                       | 6 min                   | | Arbitrage : Debby Hengst Natasa Pagon Svenja Strohmenger |
| 23               | Tirs                                                            | 35                      | | Arbitrage : Debby Hengst Natasa Pagon Svenja Strohmenger |

| 8 janvier 2015 | Japon | 1-3 (0-0, 0-1, 1-2) | Suisse | Harbor Center Rink 1 316 spectateurs |

| Feuille de match          | Feuille de match                | Feuille de match | Feuille de match                                                                                 | Feuille de match                                               |
| ------------------------- | ------------------------------- | ---------------- | ------------------------------------------------------------------------------------------------ | -------------------------------------------------------------- |
|                           | - Sakamoto (Toko) — 59 min 37 s | 0-1 0-2 0-3 1-3  | Quennec (Enzler, Zimmermann) — 30 min 43 s Muller — 42 min 19 s (SN) Muller — 55 min 46 s (SN) - | Arbitrage : Deana Cuglietta Jassica Leclerc Johanna Tauriainen |
| Ayu Tonosaki Suzuka Kondo | Gardiens                        | Andrea Brandli   |                                                                                                  | Arbitrage : Deana Cuglietta Jassica Leclerc Johanna Tauriainen |
| 8 min                     | Pénalités                       | 6 min            |                                                                                                  | Arbitrage : Deana Cuglietta Jassica Leclerc Johanna Tauriainen |
| 26                        | Tirs                            | 23               |                                                                                                  | Arbitrage : Deana Cuglietta Jassica Leclerc Johanna Tauriainen |

| 8 janvier 2015 | Finlande | 3-1 (0-1, 3-0, 0-0) | Suède | Harbor Center Rink 2 249 spectateurs |

| Feuille de match | Feuille de match | Feuille de match | Feuille de match                                   | Feuille de match                                              |
| ---------------- | --- | ---------------- | -------------------------------------------------- | ------------------------------------------------------------- |
|                  | - Katajamaki (Hietaharju) — 30 min 17 s (SN) Hakala (Savander, Kaitala) — 34 min 58 s (SN) Kaitala — 37 min 14 s (IN) | 0-1 1-1 2-1 3-1  | Adolfsson (Olsson, Johansson) — 17 min 31 s (SN) - | Arbitrage : Jerilyn Glenn Jennifer McMahon Svenja Strohmenger |
| Anni Keisala     | Gardiens | Emma Soderberg   |                                                    | Arbitrage : Jerilyn Glenn Jennifer McMahon Svenja Strohmenger |
| 8 min            | Pénalités | 8 min            |                                                    | Arbitrage : Jerilyn Glenn Jennifer McMahon Svenja Strohmenger |
| 24               | Tirs | 21               |                                                    | Arbitrage : Jerilyn Glenn Jennifer McMahon Svenja Strohmenger |

##### Classement final
| Clt   | Équipe   | PJ | V | VP | D | DP | BP | BC | Diff | Pts |
| ----- | -------- | -- | - | -- | - | -- | -- | -- | ---- | --- |
| +001, | Suède    | 3  | 2 | 0  | 1 | 0  | 8  | 5  | +3   | 6   |
| +002, | Finlande | 3  | 2 | 0  | 1 | 0  | 7  | 5  | +2   | 6   |
| +003, | Suisse   | 3  | 2 | 0  | 1 | 0  | 5  | 5  | 0    | 6   |
| +004, | Japon    | 3  | 0 | 0  | 3 | 0  | 5  | 10 | -5   | 0   |

- Qualifié pour les quarts de finale
- Joue le tour de relégation

### Tour de relégation
Le tour se joue au meilleur des 3 matches : la 1re équipe qui gagne 2 fois reste en Division élite. Le perdant est relégué en Division I.
| 9 janvier 2015 | Suisse | 2-1 (1-1, 1-0, 0-0) | Japon | Harbor Center Rink 2 232 spectateurs |

| Feuille de match | Feuille de match                                                       | Feuille de match | Feuille de match             | Feuille de match                                        |
| ---------------- | ---------------------------------------------------------------------- | ---------------- | ---------------------------- | ------------------------------------------------------- |
|                  | - Muller (Gianettoni) — 9 min 1 s (SN) Muller (Allemann) — 26 min 45 s | 0-1 1-1 2-1      | Miyazaki — 5 min 33 s (SN) - | Arbitrage : Deana Cuglietta Lee Tae-ri Vanessa Stratton |
| Andrea Brandli   | Gardiens                                                               | Ayu Tonosaki     |                              | Arbitrage : Deana Cuglietta Lee Tae-ri Vanessa Stratton |
| 10 min           | Pénalités                                                              | 10 min           |                              | Arbitrage : Deana Cuglietta Lee Tae-ri Vanessa Stratton |
| 19               | Tirs                                                                   | 24               |                              | Arbitrage : Deana Cuglietta Lee Tae-ri Vanessa Stratton |

| 11 janvier 2015 | Japon | 2-3 (TB) (0-1, 2-1, 0-0, 0-0, 0-1) | Suisse | Harbor Center Rink 2 323 spectateurs |

| Feuille de match | Feuille de match                                                             | Feuille de match    | Feuille de match                                                                                    | Feuille de match                                              |
| ---------------- | ---------------------------------------------------------------------------- | ------------------- | --------------------------------------------------------------------------------------------------- | ------------------------------------------------------------- |
|                  | - Sakamoto (Miyazaki, Toko) — 23 min 5 s - Toko (Shiga) — 27 min 47 s (2 IN) | 0-1 1-1 1-2 2-2 2-3 | Quennec (Allemann, Ruedi) — 17 min 30 s - Huwiler (Wetli) — 24 min 59 s (SN) - Muller — 65 min (TB) | Arbitrage : Debby Hengst Michaela Kudelova Johanna Tauriainen |
| Ayu Tonosaki     | Gardiens                                                                     | Andrea Brandli      | | Arbitrage : Debby Hengst Michaela Kudelova Johanna Tauriainen |
| 14 min           | Pénalités                                                                    | 8 min               | | Arbitrage : Debby Hengst Michaela Kudelova Johanna Tauriainen |
| 38               | Tirs                                                                         | 28                  | | Arbitrage : Debby Hengst Michaela Kudelova Johanna Tauriainen |

### Phase finale

#### Tableau
|  | Quarts de finale       | Quarts de finale |                 |                        | Demi-finales    | Demi-finales    |  |  | Finale          | Finale          |
|  | Quarts de finale       | Quarts de finale |                 |                        | Demi-finales    | Demi-finales    |  |  | Finale          | Finale          |
|  |                        |                  |                 |                        |                 |                 |  |  |                 |                 |
|  | 9 janvier 2015         | 9 janvier 2015   |                 |                        | 11 janvier 2015 | 11 janvier 2015 |  |  | 12 janvier 2015 | 12 janvier 2015 |
|  | 9 janvier 2015         | 9 janvier 2015   |                 |                        | 11 janvier 2015 | 11 janvier 2015 |  |  | 12 janvier 2015 | 12 janvier 2015 |
|  | 9 janvier 2015         | 9 janvier 2015   | États-Unis      | 5                      |                 |                 |  |  | 12 janvier 2015 | 12 janvier 2015 |
|  | Rép. tchèque           | 4                | États-Unis      | 5                      |                 |                 |  |  | 12 janvier 2015 | 12 janvier 2015 |
|  | Rép. tchèque           | 4                | Rép. tchèque    | 0                      |                 |                 |  |  | 12 janvier 2015 | 12 janvier 2015 |
|  | Suède                  | 3                | Rép. tchèque    | 0                      |                 |                 |  |  | 12 janvier 2015 | 12 janvier 2015 |
|  | Suède                  | 3                | 11 janvier 2015 | 11 janvier 2015        | États-Unis      | 3Pr.            |  |  |                 |                 |
|  | 9 janvier 2015         |                  | 11 janvier 2015 | 11 janvier 2015        | États-Unis      | 3Pr.            |  |  |                 |                 |
|  |                        | Canada           | 11 janvier 2015 | 11 janvier 2015        | 2               |                 |  |  |                 |                 |
|  | Russie                 | Canada           | 11 janvier 2015 | 11 janvier 2015        | 2               | 4               |  |  |                 |                 |
|  | Russie                 | Russie           | 1               |                        |                 | 4               |  |  |                 |                 |
|  | Finlande               | Russie           | 1               | 3                      |                 |                 |  |  |                 |                 |
|  | Finlande               | Canada           | 3               | 3                      |                 |                 |  |  |                 |                 |
|  |                        | Canada           | 3               | Match pour la 3e place |                 |                 |  |  |                 |                 |
|  | Match pour la 5e place |                  |                 |                        |                 |                 |  |  |                 |                 |
|  | 11 janvier 2015        | 11 janvier 2015  | 12 janvier 2015 | 12 janvier 2015        |                 |                 |  |  |                 |                 |
|  | 11 janvier 2015        | 11 janvier 2015  | 12 janvier 2015 | 12 janvier 2015        |                 |                 |  |  |                 |                 |
|  | Suède                  | 0                | Rép. tchèque    | 1                      |                 |                 |  |  |                 |                 |
|  | Suède                  | 0                | Rép. tchèque    | 1                      |                 |                 |  |  |                 |                 |
|  | Finlande               | 3                | Russie          | 5                      |                 |                 |  |  |                 |                 |
|  | Finlande               | 3                | Russie          | 5                      |                 |                 |  |  |                 |                 |

#### Quarts de finale
| 9 janvier 2015 | Russie | 4-3 (0-3, 1-0, 3-0) | Finlande | Harbor Center Rink 1 514 spectateurs |

| Feuille de match   | Feuille de match | Feuille de match            | Feuille de match | Feuille de match                                               |
| ------------------ | --- | --------------------------- | --- | -------------------------------------------------------------- |
|                    | - Chokhina — 33 min 31 s Pirogova (Kadirova, Chokhina) — 42 min 56 s (SN) Kadirova — 51 min 48 s Kadirova — 59 min 57 s | 0-1 0-2 0-3 1-3 2-3 3-3 4-3 | Nieminen (Salomaki, Savolainen) — 5 min 7 s Hakala (Nieminen, Kaitala) — 5 min 19 s Savolainen (Sakkinen, Ruuskanen) — 19 min 59 s (SN) - | Arbitrage : Miyuki Nakayama Jessica Leclerc Svenja Strohmenger |
| Valeria Tarakanova | Gardiens | Kati Asikainen              | | Arbitrage : Miyuki Nakayama Jessica Leclerc Svenja Strohmenger |
| 8 min              | Pénalités | 8 min                       | | Arbitrage : Miyuki Nakayama Jessica Leclerc Svenja Strohmenger |
| 30                 | Tirs | 21                          | | Arbitrage : Miyuki Nakayama Jessica Leclerc Svenja Strohmenger |

| 9 janvier 2015 | République tchèque | 4-3 (1-0, 2-1, 1-2) | Suède | Harbor Center Rink 1 552 spectateurs |

| Feuille de match | Feuille de match | Feuille de match            | Feuille de match | Feuille de match                                               |
| ---------------- | --- | --------------------------- | --- | -------------------------------------------------------------- |
|                  | Neubauerova (Jancova, Hola) — 11 min 33 s (SN) Bucifalova (Bukolska, Pejzlova) — 25 min 44 s Zednikova (Neubauerova, Forejtova) — 27 min 34 s - Pejzlova (Zednikova, Bukolska) — 49 min 37 s - | 1-0 2-0 3-0 3-1 3-2 4-2 4-3 | - Gradin (Tedenby, Hjalmarsson) — 31 min 19 s (SN) Olsson (Johansson, Vernblom) — 44 min 11 s - Tedenby (Skold, Muren) — 57 min 31 s | Arbitrage : Ramona Weiss Michaela Kudelova Jacqueline Spresser |
| Blanka Skodova   | Gardiens | Emma Soderberg              | | Arbitrage : Ramona Weiss Michaela Kudelova Jacqueline Spresser |
| 14 min           | Pénalités | 12 min                      | | Arbitrage : Ramona Weiss Michaela Kudelova Jacqueline Spresser |
| 25               | Tirs | 40                          | | Arbitrage : Ramona Weiss Michaela Kudelova Jacqueline Spresser |

#### Demi-finales
| 11 janvier 2015 | Canada | 3-1 (1-1, 1-0, 1-0) | Russie | Harbor Center Rink 1 1 061 spectateurs |

| Feuille de match     | Feuille de match                                                                                     | Feuille de match   | Feuille de match                     | Feuille de match                                           |
| -------------------- | --- | ------------------ | ------------------------------------ | ---------------------------------------------------------- |
|                      | - Gebhard (Agnew) — 15 min 36 s Labbe (Giguère, Potomak) — 33 min 35 s Potomak (Labbe) — 46 min 26 s | 0-1 1-1 2-1 3-1    | Kadirova (Faliakhova) — 1 min 18 s - | Arbitrage : Jerilyn Glenn Natasa Pagon Jacqueline Spresser |
| Marlène Boissonnault | Gardiens                                                                                             | Valeria Tarakanova |                                      | Arbitrage : Jerilyn Glenn Natasa Pagon Jacqueline Spresser |
| 8 min                | Pénalités                                                                                            | 8 min              |                                      | Arbitrage : Jerilyn Glenn Natasa Pagon Jacqueline Spresser |
| 51                   | Tirs                                                                                                 | 18                 |                                      | Arbitrage : Jerilyn Glenn Natasa Pagon Jacqueline Spresser |

| 11 janvier 2015 | États-Unis | 5-0 (2-0, 2-0, 1-0) | République tchèque | Harbor Center Rink 1 1 430 spectateurs |

| Feuille de match | Feuille de match | Feuille de match    | Feuille de match | Feuille de match                                            |
| ---------------- | --- | ------------------- | ---------------- | ----------------------------------------------------------- |
|                  | Gilmore (Dunne, Samoskevich) — 16 min 8 s (SN) Gilmore (Samoskevich, Marshall) — 18 min 3 s Samoskevich (Gilmore) — 26 min 39 s Samoskevich (Dunne, Gilmore) — 36 min 29 s (SN) Davis (Lonergan, Shaver) — 52 min 17 s (SN) | 1-0 2-0 3-0 4-0 5-0 | -                | Arbitrage : Lacey Senuk Vanessa Stratton Svenja Strohmenger |
| Kaitlin Burt     | Gardiens | Katerina Zechovska  |                  | Arbitrage : Lacey Senuk Vanessa Stratton Svenja Strohmenger |
| 14 min           | Pénalités | 10 min              |                  | Arbitrage : Lacey Senuk Vanessa Stratton Svenja Strohmenger |
| 66               | Tirs | 11                  |                  | Arbitrage : Lacey Senuk Vanessa Stratton Svenja Strohmenger |

#### Finale
| 12 janvier 2015 | États-Unis | 3-2 (pr) (1-1, 1-1, 0-0, 1-0) | Canada | Harbor Center Rink 1 1 800 spectateurs |

| Feuille de match | Feuille de match                                                                           | Feuille de match     | Feuille de match                                                              | Feuille de match                                         |
| ---------------- | ------------------------------------------------------------------------------------------ | -------------------- | ----------------------------------------------------------------------------- | -------------------------------------------------------- |
|                  | - Dunne — 19 min 27 s Gorecki (Norby, Woken) — 25 min - Dunne (Gilmore) — 60 min 51 s (SN) | 0-1 1-1 2-1 2-2 3-2  | Labbe (Giguère, McGill) — 3 min 14 s - Cogan (Agnew, Gebhard) — 28 min 32 s - | Arbitrage : Ramona Weiss Natasa Pagon Johanna Tauriainen |
| Kaitlin Burt     | Gardiens                                                                                   | Marlène Boissonnault |                                                                               | Arbitrage : Ramona Weiss Natasa Pagon Johanna Tauriainen |
| 6 min            | Pénalités                                                                                  | 16 min               |                                                                               | Arbitrage : Ramona Weiss Natasa Pagon Johanna Tauriainen |
| 41               | Tirs                                                                                       | 18                   |                                                                               | Arbitrage : Ramona Weiss Natasa Pagon Johanna Tauriainen |

#### Matches de classement

##### Match pour la troisième place
| 12 janvier 2015 | Russie | 5-1 (1-0, 2-1, 2-0) | République tchèque | Harbor Center Rink 1 515 spectateurs |

| Feuille de match   | Feuille de match | Feuille de match        | Feuille de match                         | Feuille de match                                               |
| ------------------ | --- | ----------------------- | ---------------------------------------- | -------------------------------------------------------------- |
|                    | Chtariova (Chokhina, Kadirova) — 40 s Kadirova (Chtariova, Chokhina) — 20 min 27 s - Likachiova (Faliakova) — 30 min 18 s Korotkikh — 41 min 52 s Chokhina (Pirogova) — 50 min 18 s | 1-0 2-0 2-1 3-1 4-1 5-1 | - Bukolska (Neubauerova) — 22 min 50 s - | Arbitrage : Jerilyn Glenn Jacqueline Spresser Vanessa Stratton |
| Valeria Tarakanova | Gardiens | Blanka Skodova          |                                          | Arbitrage : Jerilyn Glenn Jacqueline Spresser Vanessa Stratton |
| 6 min              | Pénalités | 4 min                   |                                          | Arbitrage : Jerilyn Glenn Jacqueline Spresser Vanessa Stratton |
| 34                 | Tirs | 24                      |                                          | Arbitrage : Jerilyn Glenn Jacqueline Spresser Vanessa Stratton |

##### Match pour la cinquième place
| 11 janvier 2015 | Suède | 0-3 (0-2, 0-0, 0-1) | Finlande | Harbor Center Rink 2 304 spectateurs |

| Feuille de match | Feuille de match | Feuille de match | Feuille de match | Feuille de match                                             |
| ---------------- | ---------------- | ---------------- | --- | ------------------------------------------------------------ |
|                  | -                | 0-1 0-2 0-3      | Nieminen (Kaitala, Salomaki) — 4 min 29 s Hakala (Savander, Kaitala) — 12 min 56 s (SN) Kaitala (Hietaharju, Nieminen) — 57 min 36 s (SN) | Arbitrage : Deana Cuglietta Jessica Leclerc Jennifer McMahon |
| Sofia Reideborn  | Gardiens         | Anni Keisala     | | Arbitrage : Deana Cuglietta Jessica Leclerc Jennifer McMahon |
| 16 min           | Pénalités        | 12 min           | | Arbitrage : Deana Cuglietta Jessica Leclerc Jennifer McMahon |
| 32               | Tirs             | 13               | | Arbitrage : Deana Cuglietta Jessica Leclerc Jennifer McMahon |

### Classement final
| Place              | Équipe     |
| ------------------ | ---------- |
| Médaille d'or      | États-Unis |
| Médaille d'argent  | Canada     |
| Médaille de bronze | Russie     |
| 4                  | Tchéquie   |
| 5                  | Finlande   |
| 6                  | Suède      |
| 7                  | Suisse     |
| 8                  | Japon      |

| Relégué en Division I en 2016 |

### Récompenses
Meilleure joueuse
- Sarah Potomak,  Canada

| Position       | Joueuse             | Équipe     |
| -------------- | ------------------- | ---------- |
| Gardien de but | Valeria Tarakanova  | Russie     |
| Défenseur      | Jincy Dunne         | États-Unis |
| Défenseur      | Micah Hart          | Canada     |
| Attaquant      | Fanuza Kadirova     | Russie     |
| Attaquant      | Sarah Potomak       | Canada     |
| Attaquant      | Melissa Samoskevich | États-Unis |

Meilleures joueuses de l'IIHF
- Gardien de but : Valeria Tarakanova,  Russie
- Défenseur : Jincy Dunne,  États-Unis
- Attaquant : Sarah Potomak,  Canada

### Statistiques individuelles
| Rang | Joueuse             | Pays       | PJ | B | A | Pts | +/− | Pun |
| ---- | ------------------- | ---------- | -- | - | - | --- | --- | --- |
| 1    | Sarah Potomak       | Canada     | 5  | 5 | 4 | 9   | +8  | 4   |
| 2    | Rebecca Gilmore     | États-Unis | 5  | 2 | 7 | 9   | +4  | 6   |
| 3    | Melissa Samoskevich | États-Unis | 5  | 6 | 2 | 8   | +6  | 6   |
| 4    | Fanuza Kadirva      | Russie     | 6  | 5 | 3 | 8   | +5  | 0   |
| 5    | Jincy Dunne         | États-Unis | 5  | 3 | 5 | 8   | +4  | 0   |
| 6    | Élizabeth Giguère   | Canada     | 5  | 3 | 4 | 7   | +7  | 6   |
| 6    | Anna Chokhina       | Russie     | 5  | 3 | 4 | 7   | +7  | 0   |
| 8    | Annilina Kaitala    | Finlande   | 5  | 2 | 4 | 6   | +3  | 0   |
| 9    | Sanni Hakala        | Finlande   | 5  | 5 | 0 | 5   | +1  | 4   |
| 9    | Alina Müller        | Suisse     | 5  | 5 | 0 | 5   | -   | 4   |

| Rang | Joueur               | Pays       | Min          | BC | Moy  | %Arr | Bl |
| ---- | -------------------- | ---------- | ------------ | -- | ---- | ---- | -- |
| 1    | Andrea Brandli       | Suisse     | 310 min      | 8  | 1,55 | 94,9 | 1  |
| 2    | Anni Keisala         | Finlande   | 240 min      | 5  | 1,25 | 94,7 | 1  |
| 3    | Kaitlin Kurt         | États-Unis | 225 min 51 s | 4  | 1,06 | 92,3 | 0  |
| 4    | Marlene Boissonnault | Canada     | 245 min 51 s | 7  | 1,71 | 91,9 | 0  |
| 5    | Valeria Tarakanova   | Russie     | 328 min 2 s  | 15 | 2,74 | 91,8 | 0  |

Seules sont classées les gardiennes ayant joué au minimum 40 % du temps de jeu de leur équipe.

## DivisionI
Le tournoi de la Division I se déroule à Vaujany en France du 4 au 10 janvier 2015.
Le tournoi est joué sous la forme d'un mini-championnat en matches simples entre les 6 équipes. À l'issue de celui-ci, la mieux classée est promue en Division élite pour l'édition de 2016 et la dernière est rétrogradée en Qualifications pour la Division I.
| \| Localisation de Vaujany en France \| Localisation de Vaujany en France |
| Localisation de Vaujany en France                                         |

### Matches
| 4 janvier 2015 | Autriche | 0-2 (0-0, 0-1, 0-1) | Hongrie | Patinoire de Vaujany 70 spectateurs |

| Feuille de match | Feuille de match | Feuille de match | Feuille de match                                                     | Feuille de match                                                   |
| ---------------- | ---------------- | ---------------- | -------------------------------------------------------------------- | ------------------------------------------------------------------ |
|                  | -                | 0-1 0-2          | Pinter (Jokai-Szilagyi) — 22 min 29 s Odnoga — 59 min 48 s (IN + CV) | Arbitrage : Maria Raabye Fuchsel Michaela Stefkova Julia Tschirner |
| Nina Prunster    | Gardiens         | Renata Poltzer   |                                                                      | Arbitrage : Maria Raabye Fuchsel Michaela Stefkova Julia Tschirner |
| 4 min            | Pénalités        | 6 min            |                                                                      | Arbitrage : Maria Raabye Fuchsel Michaela Stefkova Julia Tschirner |
| 20               | Tirs             | 23               |                                                                      | Arbitrage : Maria Raabye Fuchsel Michaela Stefkova Julia Tschirner |

| 4 janvier 2015 | Norvège | 1-2 (TB) (0-0, 1-1, 0-0, 0-0, 0-1) | France | Patinoire de Vaujany 422 spectateurs |

| Feuille de match   | Feuille de match                 | Feuille de match | Feuille de match                                        | Feuille de match                                       |
| ------------------ | -------------------------------- | ---------------- | ------------------------------------------------------- | ------------------------------------------------------ |
|                    | - Furulund (Lenes) — 38 min 20 s | 0-1 1-1 1-2      | Duvin (Aurard) — 35 min 45 s (SN) - Duvin — 65 min (TB) | Arbitrage : Maija Kontturi Magali Anex Helga Tschorner |
| Emilie Kristiansen | Gardiens                         | Margaux Mameri   |                                                         | Arbitrage : Maija Kontturi Magali Anex Helga Tschorner |
| 14 min             | Pénalités                        | 4 min            |                                                         | Arbitrage : Maija Kontturi Magali Anex Helga Tschorner |
| 19                 | Tirs                             | 40               |                                                         | Arbitrage : Maija Kontturi Magali Anex Helga Tschorner |

| 4 janvier 2015 | Slovaquie | 7-3 (1-1, 3-0, 3-2) | Allemagne | Patinoire de Vaujany 95 spectateurs |

| Feuille de match | Feuille de match | Feuille de match                        | Feuille de match                                                                             | Feuille de match                                                       |
| ---------------- | --- | --------------------------------------- | -------------------------------------------------------------------------------------------- | ---------------------------------------------------------------------- |
|                  | Fedorova (Zaborska, Drabekova) — 4 min 38 s - Trebulova (Čurmová) — 23 min 47 s (SN) Maskalova (Kollova, Trebulova) — 29 min 56 s (SN) Trebulova (Kollova, Čurmová) — 37 min 1 s - Sedalkova (Fedorova, Čurmová) — 41 min 53 s - Trebulova (Kollova) — 47 min 35 s (SN) Maskalova (Kollova, Caganova) — 49 min 48 s | 1-0 1-1 2-1 3-1 4-1 4-2 5-2 5-3 6-3 7-3 | - Eicher — 18 min 14 s - Bruckmann (Heller) — 41 min 28 s - Lan YeeChiu — 45 min 20 s (SN) - | Arbitrage : Sintija Greiere Loise Lybak Larsen Sueva Torribo Rousselin |
| Olga Jablonovska | Gardiens | Dominique Quint                         |                                                                                              | Arbitrage : Sintija Greiere Loise Lybak Larsen Sueva Torribo Rousselin |
| 4 min            | Pénalités | 6 min                                   |                                                                                              | Arbitrage : Sintija Greiere Loise Lybak Larsen Sueva Torribo Rousselin |
| 26               | Tirs | 20                                      |                                                                                              | Arbitrage : Sintija Greiere Loise Lybak Larsen Sueva Torribo Rousselin |

| 5 janvier 2015 | Hongrie | 0-3 (0-0, 0-1, 0-2) | Norvège | Patinoire de Vaujany 114 spectateurs |

| Feuille de match | Feuille de match | Feuille de match   | Feuille de match                                                                                | Feuille de match                                           |
| ---------------- | ---------------- | ------------------ | ----------------------------------------------------------------------------------------------- | ---------------------------------------------------------- |
|                  | -                | 0-1 0-2 0-3        | Pedersen — 37 min 29 s Behn (Fischer, Olafsen) — 40 min 58 s (SN) Fischer (Oiseth) — 57 min 6 s | Arbitrage : Sintija Greiere Magali Anex Ekaterina Mihaleva |
| Renata Poltzer   | Gardiens         | Emilie Kristiansen |                                                                                                 | Arbitrage : Sintija Greiere Magali Anex Ekaterina Mihaleva |
| 4 min            | Pénalités        | 4 min              |                                                                                                 | Arbitrage : Sintija Greiere Magali Anex Ekaterina Mihaleva |
| 15               | Tirs             | 32                 |                                                                                                 | Arbitrage : Sintija Greiere Magali Anex Ekaterina Mihaleva |

| 5 janvier 2015 | France | 8-3 (2-0, 3-1, 3-2) | Slovaquie | Patinoire de Vaujany 438 spectateurs |

| Feuille de match | Feuille de match | Feuille de match                            | Feuille de match                                                                                              | Feuille de match                                            |
| ---------------- | --- | ------------------------------------------- | --- | ----------------------------------------------------------- |
|                  | Duvin (Jeanpierre, Leclerc) — 7 min 48 s Pousse (Jeanpierre, Duvin) — 9 min 58 s Aurard (Duvin) — 21 min 37 s (SN) Duvin (Aurard) — 23 min 36 s (IN) - Duvin (Aurard, Jeanpierre) — 35 min 56 s - Bauer (Dufayard) — 48 min 36 s (SN) - Duvin (Aurard, Jeanpierre) — 55 min 35 s Bauer (Rozier) — 57 min 7 s | 1-0 2-0 3-0 4-0 4-1 5-1 5-2 6-2 6-3 7-3 8-3 | - Fedorova (Maskalova) — 29 min 35 s - Kosecka (Korenkova, Sedlakova) — 44 min 33 s - Kosecka — 52 min 26 s - | Arbitrage : Vanessa Morin Michaela Stefkova Julia Tschirner |
| Margaux Mameri   | Gardiens | Olga Jablonovska Simona Lezovicova          | | Arbitrage : Vanessa Morin Michaela Stefkova Julia Tschirner |
| 8 min            | Pénalités | 4 min                                       | | Arbitrage : Vanessa Morin Michaela Stefkova Julia Tschirner |
| 29               | Tirs | 14                                          | | Arbitrage : Vanessa Morin Michaela Stefkova Julia Tschirner |

| 6 janvier 2015 | Allemagne | 6-2 (1-1, 4-0, 1-1) | Autriche | Patinoire de Vaujany 264 spectateurs |

| Feuille de match | Feuille de match | Feuille de match                | Feuille de match                                                   | Feuille de match                                             |
| ---------------- | --- | ------------------------------- | ------------------------------------------------------------------ | ------------------------------------------------------------ |
|                  | - Lan Yee Chiu (Sabus) — 13 min 8 s (SN) Heller (Golbs, Amort) — 28 min 17 s Nix (Lan Yee Chiu) — 29 min 31 s Lan Yee Chiu (Hany, Nix) — 31 min 51 s Swikull (Soccio, Eicher) — 32 min 34 s Hany (Nix) — 51 min 55 s - | 0-1 1-1 2-1 3-1 4-1 5-1 6-1 6-2 | Hanser — 6 min 19 s - Granitz (Ausperger, Engelhart) — 52 min 50 s | Arbitrage : Maija Kontturi Michaela Stefkova Helga Tschorner |
| Justine Richter  | Gardiens | Jessica Ekrt Nina Prunster      |                                                                    | Arbitrage : Maija Kontturi Michaela Stefkova Helga Tschorner |
| 18 min           | Pénalités | 2 min                           |                                                                    | Arbitrage : Maija Kontturi Michaela Stefkova Helga Tschorner |
| 21               | Tirs | 22                              |                                                                    | Arbitrage : Maija Kontturi Michaela Stefkova Helga Tschorner |

| 7 janvier 2015 | Hongrie | 7-1 (3-1, 2-0, 2-0) | Slovaquie | Patinoire de Vaujany 40 spectateurs |

| Feuille de match | Feuille de match | Feuille de match                | Feuille de match                                | Feuille de match                                           |
| ---------------- | --- | ------------------------------- | ----------------------------------------------- | ---------------------------------------------------------- |
|                  | Grkovic (Pinter) — 12 min 6 s Ungar (Gottlibet) — 14 min 45 s - Grkovic (Pinter, Odnoga) — 18 min 30 s (SN) Szelenyi (Ungar) — 35 min 32 s Pinter (Pal) — 38 min 51 s Pinter — 47 min 43 s Grkovic (Jokai-Szilagyi, Odnoga) — 55 min 24 s (2 SN) | 1-0 2-0 2-1 3-1 4-1 5-1 6-1 7-1 | - Kollova (Sedlakova, Fedorova) — 15 min 59 s - | Arbitrage : Maija Kontturi Julia Tschirner Helga Tschorner |
| Renata Poltzer   | Gardiens | Olga Jablonovska                |                                                 | Arbitrage : Maija Kontturi Julia Tschirner Helga Tschorner |
| 16 min           | Pénalités | 58 min                          |                                                 | Arbitrage : Maija Kontturi Julia Tschirner Helga Tschorner |
| 57               | Tirs | 16                              |                                                 | Arbitrage : Maija Kontturi Julia Tschirner Helga Tschorner |

| 7 janvier 2015 | Autriche | 2-3 (2-0, 0-0, 0-3) | Norvège | Patinoire de Vaujany 74 spectateurs |

| Feuille de match | Feuille de match                                                                | Feuille de match    | Feuille de match                                                                                  | Feuille de match                                                     |
| ---------------- | ------------------------------------------------------------------------------- | ------------------- | ------------------------------------------------------------------------------------------------- | -------------------------------------------------------------------- |
|                  | Hanser (Schafzahl) — 7 min 26 s (SN) Engelhart (Matzka, Hanser) — 19 min 20 s - | 1-0 2-0 2-1 2-2 2-3 | - Behn (Fischer) — 43 min 48 s Olafsen (Fischer) — 49 min 58 s (SN) Lenes (Olafsen) — 57 min 32 s | Arbitrage : Vanessa Morin Loise Lybak Larsen Sueva Torribo Rousselin |
| Nina Prunster    | Gardiens                                                                        | Emilie Kristiansen  |                                                                                                   | Arbitrage : Vanessa Morin Loise Lybak Larsen Sueva Torribo Rousselin |
| 10 min           | Pénalités                                                                       | 12 min              |                                                                                                   | Arbitrage : Vanessa Morin Loise Lybak Larsen Sueva Torribo Rousselin |
| 23               | Tirs                                                                            | 36                  |                                                                                                   | Arbitrage : Vanessa Morin Loise Lybak Larsen Sueva Torribo Rousselin |

| 7 janvier 2015 | France | 4-3 (2-0, 1-1, 1-2) | Allemagne | Patinoire de Vaujany 479 spectateurs |

| Feuille de match | Feuille de match | Feuille de match            | Feuille de match | Feuille de match                                                |
| ---------------- | --- | --------------------------- | --- | --------------------------------------------------------------- |
|                  | Aurard (Leclerc, Duvin) — 5 min 12 s (IN) Bauer — 7 min 48 s Vix (Leclerc, Dufayard) — 30 min 54 s - Aurard — 53 min 53 s | 1-0 2-0 3-0 3-1 3-2 3-3 4-3 | - Soccio (Lan Yee Chiu, Nix) — 35 min 9 s (2 SN) Swikull (Lan Yee Chiu) — 43 min 27 s (SN) Schuster (Golbs, Heller) — 44 min 17 s - | Arbitrage : Maria Raabye Fuchsel Magali Anex Ekaterina Mihaleva |
| Margaux Mameri   | Gardiens | Justine Richter             | | Arbitrage : Maria Raabye Fuchsel Magali Anex Ekaterina Mihaleva |
| 20 min           | Pénalités | 16 min                      | | Arbitrage : Maria Raabye Fuchsel Magali Anex Ekaterina Mihaleva |
| 37               | Tirs | 30                          | | Arbitrage : Maria Raabye Fuchsel Magali Anex Ekaterina Mihaleva |

| 8 janvier 2015 | Norvège | 5-4 (TB) (1-1, 2-2, 1-1, 0-0, 1-0) | Slovaquie | Patinoire de Vaujany 173 spectateurs |

| Feuille de match | Feuille de match | Feuille de match                    | Feuille de match | Feuille de match                                                       |
| ---------------- | --- | ----------------------------------- | --- | ---------------------------------------------------------------------- |
|                  | - Fischer (Fjellvang, Furulund) — 19 min 39 s - Olafsen (Fischer) — 24 min 54 s (SN) Sirum (Pedersen) — 33 min 38 s - Behn (Pedersen) — 59 min 28 s Olafsen — 65 min (TB) | 0-1 1-1 1-2 2-2 3-2 3-3 3-4 4-4 5-4 | Čurmová — 15 min 31 s - Fedorockova (Fedorova) — 22 min 21 s - Klimasova (Curmva, Maskalova) — 39 min 27 s (SN) Kollova (Čurmová) — 49 min 5 s (SN) | Arbitrage : Maria Raabye Fuchsel Loise Lybak Larsen Ekaterina Mihaleva |
| Annika Verduin   | Gardiens | Olga Jablonovska                    | | Arbitrage : Maria Raabye Fuchsel Loise Lybak Larsen Ekaterina Mihaleva |
| 10 min           | Pénalités | 14 min                              | | Arbitrage : Maria Raabye Fuchsel Loise Lybak Larsen Ekaterina Mihaleva |
| 24               | Tirs | 20                                  | | Arbitrage : Maria Raabye Fuchsel Loise Lybak Larsen Ekaterina Mihaleva |

| 9 janvier 2015 | Allemagne | 7-0 (1-0, 3-0, 3-0) | Hongrie | Patinoire de Vaujany 182 spectateurs |

| Feuille de match | Feuille de match | Feuille de match            | Feuille de match | Feuille de match                                                  |
| ---------------- | --- | --------------------------- | ---------------- | ----------------------------------------------------------------- |
|                  | Amort — 14 min 13 s Nix (Lan Yee Chiu, Amort) — 28 min 35 s (SN) Swikull — 29 min 22 s Amort (Nix) — 35 min 39 s Soccio — 41 min 23 s Sabus (Golbs, Clauberg) — 44 min 43 s (SN) Swikull (Eicher) — 59 min 51 s | 1-0 2-0 3-0 4-0 5-0 6-0 7-0 | -                | Arbitrage : Vanessa Morin Sueva Torribo Rousselin Helga Tschorner |
| Justine Richter  | Gardiens | Renata Poltzer              |                  | Arbitrage : Vanessa Morin Sueva Torribo Rousselin Helga Tschorner |
| 6 min            | Pénalités | 12 min                      |                  | Arbitrage : Vanessa Morin Sueva Torribo Rousselin Helga Tschorner |
| 33               | Tirs | 24                          |                  | Arbitrage : Vanessa Morin Sueva Torribo Rousselin Helga Tschorner |

| 9 janvier 2015 | France | 5-1 (3-0, 0-0, 2-1) | Autriche | Patinoire de Vaujany 726 spectateurs |

| Feuille de match | Feuille de match | Feuille de match        | Feuille de match                      | Feuille de match                                               |
| ---------------- | --- | ----------------------- | ------------------------------------- | -------------------------------------------------------------- |
|                  | Vix (Vaananen, Carat) — 4 min 42 s Duvin (Leclerc, Jeanpierre) — 7 min 39 s Duvin (Jeanpierre) — 9 min 33 s - Duvin — 54 min 36 s (TP) Leclerc — 55 min 10 s | 1-0 2-0 3-0 3-1 4-1 5-1 | - Matzka (Hanser) — 44 min 9 s (SN) - | Arbitrage : Sintija Greiere Loise Lybak Larsen Julia Tschirner |
| Margaux Mameri   | Gardiens | Nina Prunster           |                                       | Arbitrage : Sintija Greiere Loise Lybak Larsen Julia Tschirner |
| 10 min           | Pénalités | 4 min                   |                                       | Arbitrage : Sintija Greiere Loise Lybak Larsen Julia Tschirner |
| 51               | Tirs | 10                      |                                       | Arbitrage : Sintija Greiere Loise Lybak Larsen Julia Tschirner |

| 10 janvier 2015 | Allemagne | 1-2 (0-0, 0-1, 1-1) | Norvège | Patinoire de Vaujany 172 spectateurs |

| Feuille de match | Feuille de match                            | Feuille de match   | Feuille de match                               | Feuille de match                                              |
| ---------------- | ------------------------------------------- | ------------------ | ---------------------------------------------- | ------------------------------------------------------------- |
|                  | - Nix (Amort, Lan Yee Chiu) — 40 min 31 s - | 0-1 1-1 1-2        | Tendenes — 24 min 45 s - Fischer — 57 min 10 s | Arbitrage : Maija Kontturi Ekaterina Mihaleva Helga Tschorner |
| Dominique Quint  | Gardiens                                    | Emilie Kristiansen |                                                | Arbitrage : Maija Kontturi Ekaterina Mihaleva Helga Tschorner |
| 0 min            | Pénalités                                   | 6 min              |                                                | Arbitrage : Maija Kontturi Ekaterina Mihaleva Helga Tschorner |
| 32               | Tirs                                        | 26                 |                                                | Arbitrage : Maija Kontturi Ekaterina Mihaleva Helga Tschorner |

| 10 janvier 2015 | Slovaquie | 3-1 (1-0, 2-1, 0-0) | Autriche | Patinoire de Vaujany 187 spectateurs |

| Feuille de match | Feuille de match                                                                                            | Feuille de match | Feuille de match                     | Feuille de match                                                            |
| ---------------- | --- | ---------------- | ------------------------------------ | --------------------------------------------------------------------------- |
|                  | Kosecka (Drabekova, Korenkova) — 4 min 1 s Fedorova (Klimasova) — 24 min 28 s Klimasova — 26 min 2 s (IN) - | 1-0 2-0 3-0 3-1  | - Felder (Luftenegger) — 29 min 37 s | Arbitrage : Maria Raabye Fuchsel Loise Lybak Larsen Sueva Torribo Rousselin |
| Olga Jablonovska | Gardiens | Jessica Ekrt     |                                      | Arbitrage : Maria Raabye Fuchsel Loise Lybak Larsen Sueva Torribo Rousselin |
| 6 min            | Pénalités                                                                                                   | 6 min            |                                      | Arbitrage : Maria Raabye Fuchsel Loise Lybak Larsen Sueva Torribo Rousselin |
| 37               | Tirs | 20               |                                      | Arbitrage : Maria Raabye Fuchsel Loise Lybak Larsen Sueva Torribo Rousselin |

| 10 janvier 2015 | Hongrie | 1-2 (1-0, 0-1, 0-1) | France | Patinoire de Vaujany 730 spectateurs |

| Feuille de match | Feuille de match                          | Feuille de match | Feuille de match                                               | Feuille de match                                        |
| ---------------- | ----------------------------------------- | ---------------- | -------------------------------------------------------------- | ------------------------------------------------------- |
|                  | Jokai-Szilagyi (Gottlibet) — 4 min 44 s - | 1-0 1-1 1-2      | - Vix (Rozier) — 36 min 15 s Vix (Aurard, Duvin) — 54 min 59 s | Arbitrage : Vanessa Morin Magali Anex Michaela Stefkova |
| Renata Poltzer   | Gardiens                                  | Margaux Mameri   |                                                                | Arbitrage : Vanessa Morin Magali Anex Michaela Stefkova |
| 10 min           | Pénalités                                 | 8 min            |                                                                | Arbitrage : Vanessa Morin Magali Anex Michaela Stefkova |
| 17               | Tirs                                      | 32               |                                                                | Arbitrage : Vanessa Morin Magali Anex Michaela Stefkova |

### Classement final
| Clt   | Équipe    | PJ | V | VP | D | DP | BP | BC | Diff | Pts |
| ----- | --------- | -- | - | -- | - | -- | -- | -- | ---- | --- |
| +001, | France    | 5  | 4 | 1  | 0 | 0  | 21 | 9  | +12  | 14  |
| +002, | Norvège   | 5  | 3 | 1  | 0 | 1  | 14 | 9  | +5   | 12  |
| +003, | Slovaquie | 5  | 2 | 0  | 2 | 1  | 18 | 24 | -6   | 7   |
| +004, | Allemagne | 5  | 2 | 0  | 3 | 0  | 20 | 15 | +5   | 6   |
| +005, | Hongrie   | 5  | 2 | 0  | 3 | 0  | 10 | 13 | -3   | 6   |
| +006, | Autriche  | 5  | 0 | 0  | 5 | 0  | 6  | 19 | -13  | 0   |

- Promu en Division élite
- Relégué en poule de qualifications pour la Division I

### Récompenses
Meilleures joueuses de l'IIHF
- Gardien de but : Emilie Kristiansen,  Norvège
- Défenseur : Lenka Čurmová,  Slovaquie
- Attaquant : Estelle Duvin,  France

### Statistiques individuelles
| Rang | Joueuse             | Pays      | PJ | B | A | Pts | +/− | Pun |
| ---- | ------------------- | --------- | -- | - | - | --- | --- | --- |
| 1    | Estelle Duvin       | France    | 5  | 9 | 4 | 13  | +4  | 6   |
| 2    | Chloé Aurard        | France    | 5  | 3 | 5 | 8   | +6  | 0   |
| 2    | Tamara Lan Yee Chiu | Allemagne | 5  | 3 | 5 | 8   | +6  | 2   |
| 4    | Mathea Fischer      | Norvège   | 5  | 3 | 4 | 7   | +3  | 8   |
| 4    | Emily Nix           | Allemagne | 5  | 3 | 4 | 7   | +6  | 0   |
| 6    | Martina Fedorova    | Slovaquie | 5  | 3 | 3 | 6   | +1  | 4   |
| 7    | Andrea Kollova      | Slovaquie | 5  | 2 | 4 | 6   | +1  | 0   |
| 8    | Lenka Ourmova       | Slovaquie | 5  | 1 | 5 | 6   | +7  | 8   |
| 9    | Alexane Jeanpierre  | France    | 5  | 0 | 6 | 6   | +2  | 4   |
| 10   | Anniken Olafsen     | Norvège   | 5  | 3 | 2 | 5   | 0   | 4   |

| Rang | Joueuse            | Pays      | Min          | BC | Moy  | %Arr | Bl |
| ---- | ------------------ | --------- | ------------ | -- | ---- | ---- | -- |
| 1    | Emilie Kristiansen | Norvège   | 245 min      | 5  | 1,22 | 95,4 | 1  |
| 2    | Justine Richter    | Allemagne | 179 min 30 s | 6  | 2,01 | 92,7 | 1  |
| 3    | Jessica Ekrt       | Autriche  | 139 min 58 s | 8  | 3,43 | 91,5 | 0  |
| 4    | Renata Poltzer     | Hongrie   | 283 min 19 s | 12 | 2,54 | 90   | 1  |
| 5    | Margaux Mameri     | France    | 305 min      | 9  | 1,77 | 90   | 0  |
| 6    | Nina Prunster      | Autriche  | 159 min 18 s | 10 | 3,77 | 89,1 | 0  |
| 7    | Olga Jablonovska   | Slovaquie | 285 min      | 21 | 4,42 | 84,8 | 0  |

Seules sont classées les gardiennes ayant joué au minimum 40 % du temps de jeu de leur équipe.

## Qualifications pour la DivisionI2016
Ce tournoi de qualification permet de désigner l'équipe qui est promue en Division I pour l'édition 2016 de la compétition.
Il a lieu à Katowice en Pologne du 19 au 25 janvier 2015.
| \| Localisation de Katowice en Pologne. \| Localisation de Katowice en Pologne. |
| Localisation de Katowice en Pologne.                                            |

### Matches
| 19 janvier 2015 | Kazakhstan | 2-1 (TB) (1-0, 0-1, 0-0, 0-0, 1-0) | Chine | Spodek 100 spectateurs |

| Feuille de match | Feuille de match                                                               | Feuille de match | Feuille de match              | Feuille de match                                         |
| ---------------- | ------------------------------------------------------------------------------ | ---------------- | ----------------------------- | -------------------------------------------------------- |
|                  | Buchuieva (Aldabergenova, Popova) — 15 min 38 s (SN) - Buchuieva — 65 min (TB) | 1-0 1-1 2-1      | - Jiang B. — 38 min 33 s (IN) | Arbitrage : Tijana Haack Vivienne Brekelmans Bente Owren |
| Arina Chiokolova | Gardiens                                                                       | Siye He          |                               | Arbitrage : Tijana Haack Vivienne Brekelmans Bente Owren |
| 8 min            | Pénalités                                                                      | 12 min           |                               | Arbitrage : Tijana Haack Vivienne Brekelmans Bente Owren |
| 35               | Tirs                                                                           | 24               |                               | Arbitrage : Tijana Haack Vivienne Brekelmans Bente Owren |

| 19 janvier 2015 | Danemark | 9-0 (2-0, 4-0, 3-0) | Grande-Bretagne | Spodek 100 spectateurs |

| Feuille de match | Feuille de match | Feuille de match                    | Feuille de match | Feuille de match                                            |
| ---------------- | --- | ----------------------------------- | ---------------- | ----------------------------------------------------------- |
|                  | Weis (Eberhardt) — 18 min 57 s Almquist (Christiensen) — 19 min 59 s Jensen (Eberhardt, Andersen) — 23 min 22 s (SN) Hansen — 26 min 45 s (IN) Srensen (Oksbjerg) — 31 min 26 s Peters (Weis) — 34 min 17 s Hansen (Almquist) — 41 min 33 s (SN) Almquist (Christiensen) — 46 min 59 s Sorensen (Friis-Hansen) — 58 min 5 s | 1-0 2-0 3-0 4-0 5-0 6-0 7-0 8-0 9-0 | -                | Arbitrage : Ramune Maleckiene Jana Gerkena Zsuzsanna Sandor |
| Lisa Jensen      | Gardiens | Molly Brooks Holly Steeples         |                  | Arbitrage : Ramune Maleckiene Jana Gerkena Zsuzsanna Sandor |
| 4 min            | Pénalités | 12 min                              |                  | Arbitrage : Ramune Maleckiene Jana Gerkena Zsuzsanna Sandor |
| 58               | Tirs | 9                                   |                  | Arbitrage : Ramune Maleckiene Jana Gerkena Zsuzsanna Sandor |

| 19 janvier 2015 | Italie | 5-1 (4-1, 1-0, 0-0) | Pologne | Spodek 300 spectateurs |

| Feuille de match            | Feuille de match | Feuille de match        | Feuille de match            | Feuille de match                                                     |
| --------------------------- | --- | ----------------------- | --------------------------- | -------------------------------------------------------------------- |
|                             | - Mattivi (Gasperini) — 8 min 27 s (SN) da Rech (Gasperini) — 11 min 16 s (SN) Gasperini — 15 min 29 s Galtieri (Rossi) — 19 min 25 s Stocker — 38 min 23 s | 0-1 1-1 2-1 3-1 4-1 5-1 | Gawlik (Wieczorek) — 23 s - | Arbitrage : Arina Oustinova Alexandra Klaffki Henna-Maria Koivuluoma |
| Martyna Sass Laura Najdecka | Gardiens | Eugenia Pompanin        |                             | Arbitrage : Arina Oustinova Alexandra Klaffki Henna-Maria Koivuluoma |
| 10 min                      | Pénalités | 12 min                  |                             | Arbitrage : Arina Oustinova Alexandra Klaffki Henna-Maria Koivuluoma |
| 29                          | Tirs | 27                      |                             | Arbitrage : Arina Oustinova Alexandra Klaffki Henna-Maria Koivuluoma |

| 21 janvier 2015 | Grande-Bretagne | 0-1 (0-1, 0-0, 0-0) | Italie | Spodek 100 spectateurs |

| Feuille de match | Feuille de match | Feuille de match | Feuille de match                               | Feuille de match                                           |
| ---------------- | ---------------- | ---------------- | ---------------------------------------------- | ---------------------------------------------------------- |
|                  | -                | 0-1              | Gasperini (Mattivi, Stocker) — 3 min 28 s (SN) | Arbitrage : Arina Oustinova Jana Gerkena Alexandra Klaffki |
| Molly Brooks     | Gardiens         | Eugenia Pompanin |                                                | Arbitrage : Arina Oustinova Jana Gerkena Alexandra Klaffki |
| 8 min            | Pénalités        | 14 min           |                                                | Arbitrage : Arina Oustinova Jana Gerkena Alexandra Klaffki |
| 20               | Tirs             | 33               |                                                | Arbitrage : Arina Oustinova Jana Gerkena Alexandra Klaffki |

| 21 janvier 2015 | Chine | 0-5 (0-3, 0-0, 0-2) | Danemark | Spodek 120 spectateurs |

| Feuille de match            | Feuille de match | Feuille de match    | Feuille de match | Feuille de match                                                    |
| --------------------------- | ---------------- | ------------------- | --- | ------------------------------------------------------------------- |
|                             | -                | 0-1 0-2 0-3 0-4 0-5 | Weis — 59 s Hansen (Melberg) — 16 min 8 s Peters (Andersen, Weis) — 19 min 10 s (SN) Almquist (Knudsen) — 42 min 8 s (SN) Weis (Almquist) — 47 min 44 s | Arbitrage : Natascha Huizeling Ivana Besedicova Vivienne Brekelmans |
| Lisa Jensen Martine Terrida | Gardiens         | Siye He             | | Arbitrage : Natascha Huizeling Ivana Besedicova Vivienne Brekelmans |
| 14 min                      | Pénalités        | 8 min               | | Arbitrage : Natascha Huizeling Ivana Besedicova Vivienne Brekelmans |
| 10                          | Tirs             | 63                  | | Arbitrage : Natascha Huizeling Ivana Besedicova Vivienne Brekelmans |

| 21 janvier 2015 | Pologne | 6-1 (3-0, 0-1, 3-0) | Kazakhstan | Spodek 310 spectateurs |

| Feuille de match | Feuille de match | Feuille de match            | Feuille de match                     | Feuille de match                                      |
| ---------------- | --- | --------------------------- | ------------------------------------ | ----------------------------------------------------- |
|                  | Gawlik (Wieczorek) — 6 min 41 s Tomczok — 10 min 31 s Laskawska (Pelic, Wieczorek) — 17 min 56 s (SN) - Wieczorek — 41 min 54 s Wieczorek — 45 min 43 s Pelic (Kaminska, Laskawska) — 58 min 13 s (SN) | 1-0 2-0 3-0 3-1 4-1 5-1 6-1 | - Aldabergenova — 22 min 57 s (IN) - | Arbitrage : Tijana Haack Bente Owren Zsuzsanna Sandor |
| Martyna Sass     | Gardiens | Arina Chiokolova            |                                      | Arbitrage : Tijana Haack Bente Owren Zsuzsanna Sandor |
| 8 min            | Pénalités | 16 min                      |                                      | Arbitrage : Tijana Haack Bente Owren Zsuzsanna Sandor |
| 21               | Tirs | 17                          |                                      | Arbitrage : Tijana Haack Bente Owren Zsuzsanna Sandor |

| 22 janvier 2015 | Danemark | 6-1 (2-1, 0-0, 4-0) | Italie | Spodek 50 spectateurs |

| Feuille de match | Feuille de match | Feuille de match            | Feuille de match                      | Feuille de match                                             |
| ---------------- | --- | --------------------------- | ------------------------------------- | ------------------------------------------------------------ |
|                  | Hansen (Soendergaard) — 1 min 5 s - Andersen (Peters) — 12 min 46 s (SN) Hansen — 45 min 29 s (IN) Friis-Hansen (Jensen) — 49 min 11 s Andersen (Jensen) — 52 min 59 s Jensen (Weis) — 58 min 49 s (2 SN) | 1-0 1-1 2-1 3-1 4-1 5-1 6-1 | - Gesperini (Palmieri) — 3 min 32 s - | Arbitrage : Natascha Huizeling Ivana Besedicova Jana Gerkena |
| Lisa Jensen      | Gardiens | Eugenia Pompanin            |                                       | Arbitrage : Natascha Huizeling Ivana Besedicova Jana Gerkena |
| 8 min            | Pénalités | 14 min                      |                                       | Arbitrage : Natascha Huizeling Ivana Besedicova Jana Gerkena |
| 50               | Tirs | 15                          |                                       | Arbitrage : Natascha Huizeling Ivana Besedicova Jana Gerkena |

| 22 janvier 2015 | Pologne | 9-0 (4-0, 3-0, 2-0) | Chine | Spodek 110 spectateurs |

| Feuille de match            | Feuille de match | Feuille de match                    | Feuille de match | Feuille de match                                                     |
| --------------------------- | --- | ----------------------------------- | ---------------- | -------------------------------------------------------------------- |
|                             | Wieczorek (Pelic) — 4 min 8 s Wieczorek (Laskawska) — 7 min 27 s Wieczorek — 10 min 1 s (IN) Wieczorek (Kaminska) — 12 min 4 s (SN) Tomczok (Pelic) — 25 min 58 s Sopata (Dziwok) — 31 min 43 s Strzelecka — 34 min 34 s Wieczorek (Pelic) — 55 min (SN) Tomczok (Sosnierz, Strzelecka) — 58 min 39 s (2 SN) | 1-0 2-0 3-0 4-0 5-0 6-0 7-0 8-0 9-0 | -                | Arbitrage : Arina Oustinova Alexandra Klaffki Henna-Maria Koivuluoma |
| Martyna Sass Laura Najdecka | Gardiens | Siye He Yue Jiang                   |                  | Arbitrage : Arina Oustinova Alexandra Klaffki Henna-Maria Koivuluoma |
| 8 min                       | Pénalités | 16 min                              |                  | Arbitrage : Arina Oustinova Alexandra Klaffki Henna-Maria Koivuluoma |
| 34                          | Tirs | 10                                  |                  | Arbitrage : Arina Oustinova Alexandra Klaffki Henna-Maria Koivuluoma |

| 22 janvier 2015 | Grande-Bretagne | 1-2 (0-0, 1-0, 0-2) | Kazakhstan | Spodek 40 spectateurs |

| Feuille de match | Feuille de match                    | Feuille de match | Feuille de match                                      | Feuille de match                                              |
| ---------------- | ----------------------------------- | ---------------- | ----------------------------------------------------- | ------------------------------------------------------------- |
|                  | Pearson (Lane) — 29 min 56 s (SN) - | 1-0 1-1 1-2      | - Ramazanova — 47 min 57 s Likhaus — 57 min 43 s (SN) | Arbitrage : Ramune Maleckiene Vivienne Brekelmans Bente Owren |
| Molly Brooks     | Gardiens                            | Arina Chiokolova |                                                       | Arbitrage : Ramune Maleckiene Vivienne Brekelmans Bente Owren |
| 16 min           | Pénalités                           | 10 min           |                                                       | Arbitrage : Ramune Maleckiene Vivienne Brekelmans Bente Owren |
| 23               | Tirs                                | 33               |                                                       | Arbitrage : Ramune Maleckiene Vivienne Brekelmans Bente Owren |

| 24 janvier 2015 | Italie | 2-1 (0-0, 1-1, 1-0) | Kazakhstan | Spodek 50 spectateurs |

| Feuille de match | Feuille de match                                                       | Feuille de match | Feuille de match                      | Feuille de match                                                      |
| ---------------- | ---------------------------------------------------------------------- | ---------------- | ------------------------------------- | --------------------------------------------------------------------- |
|                  | - -Galtieri (Muraro) — 38 min 44 s (SN) Muraro (da Rech) — 57 min 34 s | 0-1 1-1 2-1      | Likhaus (Bouchouieva) — 30 min 46 s - | Arbitrage : Ramune Maleckiene Ivana Besedicova Henna-Maria Koivuluoma |
| Elisa Biondi     | Gardiens                                                               | Arina Chiokolova |                                       | Arbitrage : Ramune Maleckiene Ivana Besedicova Henna-Maria Koivuluoma |
| 10 min           | Pénalités                                                              | 12 min           |                                       | Arbitrage : Ramune Maleckiene Ivana Besedicova Henna-Maria Koivuluoma |
| 39               | Tirs                                                                   | 14               |                                       | Arbitrage : Ramune Maleckiene Ivana Besedicova Henna-Maria Koivuluoma |

| 24 janvier 2015 | Chine | 2-1 (0-0, 1-1, 1-0) | Grande-Bretagne | Spodek 60 spectateurs |

| Feuille de match | Feuille de match                                      | Feuille de match | Feuille de match      | Feuille de match                                        |
| ---------------- | ----------------------------------------------------- | ---------------- | --------------------- | ------------------------------------------------------- |
|                  | Xing (Wang W.) — 35 min 55 s - Jiang B. — 41 min 24 s | 1-0 1-1 2-1      | - Lane — 38 min 9 s - | Arbitrage : Tijana Haack Jana Gerkena Alexandra Klaffki |
| Siye He          | Gardiens                                              | Molly Brooks     |                       | Arbitrage : Tijana Haack Jana Gerkena Alexandra Klaffki |
| 8 min            | Pénalités                                             | 6 min            |                       | Arbitrage : Tijana Haack Jana Gerkena Alexandra Klaffki |
| 20               | Tirs                                                  | 20               |                       | Arbitrage : Tijana Haack Jana Gerkena Alexandra Klaffki |

| 24 janvier 2015 | Pologne | 1-5 (1-0, 0-2, 0-3) | Danemark | Spodek 500 spectateurs |

| Feuille de match | Feuille de match                                 | Feuille de match        | Feuille de match | Feuille de match                                                        |
| ---------------- | ------------------------------------------------ | ----------------------- | --- | ----------------------------------------------------------------------- |
|                  | Gawlik (Kaminska, Wieczorek) — 8 min 50 s (SN) - | 1-0 1-1 1-2 1-3 1-4 1-5 | - Soendergaard (Hansen, Friis-Hansen) — 33 min 2 s Weis — 38 min 1 s Weis — 40 min 9 s Peters (Weis) — 43 min 29 s Weis (Eberhardt) — 58 min 42 s | Arbitrage : Natascha Huizeling Modèle:NR-d Bente Owren Zsuzsanna Sandor |
| Martyna Sass     | Gardiens                                         | Lisa Jensen             | | Arbitrage : Natascha Huizeling Modèle:NR-d Bente Owren Zsuzsanna Sandor |
| 8 min            | Pénalités                                        | 10 min                  | | Arbitrage : Natascha Huizeling Modèle:NR-d Bente Owren Zsuzsanna Sandor |
| 15               | Tirs                                             | 40                      | | Arbitrage : Natascha Huizeling Modèle:NR-d Bente Owren Zsuzsanna Sandor |

| 25 janvier 2015 | Chine | 0-2 (0-0, 0-1, 0-1) | Italie | Spodek 50 spectateurs |

| Feuille de match | Feuille de match | Feuille de match              | Feuille de match                                                                    | Feuille de match                                       |
| ---------------- | ---------------- | ----------------------------- | ----------------------------------------------------------------------------------- | ------------------------------------------------------ |
|                  | -                | 0-1 0-2                       | Gesperini (da Rech, Mattivi) — 35 min 7 s da Rech (Muraro, Gesperini) — 53 min 37 s | Arbitrage : Tijana Haack Alexandra Klaffki Bente Owren |
| Siye He          | Gardiens         | Elisa Biondi Eugenia Pompanin |                                                                                     | Arbitrage : Tijana Haack Alexandra Klaffki Bente Owren |
| 8 min            | Pénalités        | 6 min                         |                                                                                     | Arbitrage : Tijana Haack Alexandra Klaffki Bente Owren |
| 11               | Tirs             | 29                            |                                                                                     | Arbitrage : Tijana Haack Alexandra Klaffki Bente Owren |

| 25 janvier 2015 | Grande-Bretagne | 1-4 (1-2, 0-2, 0-0) | Pologne | Spodek 350 spectateurs |

| Feuille de match | Feuille de match                   | Feuille de match    | Feuille de match | Feuille de match                                                    |
| ---------------- | ---------------------------------- | ------------------- | --- | ------------------------------------------------------------------- |
|                  | Lossnitzer (Barwell) — 5 min 9 s - | 1-0 1-1 1-2 1-3 1-4 | - Tomczok (Korkuz, Cygan) — 14 min 23 s (SN) Wieczorek (Pelic) — 17 min 48 s Gawlik (Wieczorek) — 20 min 42 s (SN) Strzelecka (Korkuz) — 21 min 50 s | Arbitrage : Arina Oustinova Henna-Maria Koivuluoma Zsuzsanna Sandor |
| Molly Brooks     | Gardiens                           | Martyna Sass        | | Arbitrage : Arina Oustinova Henna-Maria Koivuluoma Zsuzsanna Sandor |
| 10 min           | Pénalités                          | 8 min               | | Arbitrage : Arina Oustinova Henna-Maria Koivuluoma Zsuzsanna Sandor |
| 15               | Tirs                               | 30                  | | Arbitrage : Arina Oustinova Henna-Maria Koivuluoma Zsuzsanna Sandor |

| 25 janvier 2015 | Kazakhstan | 0-4 (0-1, 0-0, 0-3) | Danemark | Spodek 60 spectateurs |

| Feuille de match    | Feuille de match | Feuille de match | Feuille de match | Feuille de match                                                   |
| ------------------- | ---------------- | ---------------- | --- | ------------------------------------------------------------------ |
|                     | -                | 0-1 0-2 0-3 0-4  | Weis (Eberhardt) — 5 min 58 s Hansen (Weis) — 53 min 10 s Soendergaard (Christiensen, Jensen) — 58 min 13 s (SN) Weis (Eberhardt) — 59 min 44 s | Arbitrage : Ramune Maleckiene Ivana Besedicova Vivienne Brekelmans |
| Alexandra Poliyenko | Gardiens         | Martine Terrida  | | Arbitrage : Ramune Maleckiene Ivana Besedicova Vivienne Brekelmans |
| 2 min               | Pénalités        | 8 min            | | Arbitrage : Ramune Maleckiene Ivana Besedicova Vivienne Brekelmans |
| 14                  | Tirs             | 41               | | Arbitrage : Ramune Maleckiene Ivana Besedicova Vivienne Brekelmans |

### Classement final
| Clt   | Équipe          | PJ | V | VP | D | DP | BP | BC | Diff | Pts |
| ----- | --------------- | -- | - | -- | - | -- | -- | -- | ---- | --- |
| +001, | Danemark        | 5  | 5 | 0  | 0 | 0  | 29 | 2  | +27  | 15  |
| +002, | Italie          | 5  | 4 | 0  | 1 | 0  | 11 | 8  | +3   | 12  |
| +003, | Pologne         | 5  | 3 | 0  | 2 | 0  | 21 | 12 | +9   | 9   |
| +004, | Kazakhstan      | 5  | 1 | 1  | 3 | 0  | 6  | 14 | -8   | 5   |
| +005, | Chine           | 5  | 1 | 0  | 3 | 1  | 3  | 19 | -16  | 4   |
| +006, | Grande-Bretagne | 5  | 0 | 0  | 5 | 0  | 3  | 18 | -15  | 0   |

- Promu en Division I

### Récompenses
Meilleures joueuses de l'IIHF
- Gardien de but : Eugenia Pompanin,  Italie
- Défenseur : Josefine Hansen,  Danemark
- Attaquant : Kamila Wieczorek,  Pologne

### Statistiques individuelles
| Rang | Joueuse            | Pays     | PJ | B | A | Pts | +/− | Pun |
| ---- | ------------------ | -------- | -- | - | - | --- | --- | --- |
| 1    | Michelle Weis      | Danemark | 5  | 8 | 5 | 13  | +11 | 2   |
| 1    | Kamila Wieczorek   | Pologne  | 5  | 8 | 5 | 13  | +5  | 2   |
| 3    | Josefine Hansen    | Danemark | 5  | 6 | 1 | 7   | +12 | 2   |
| 4    | Alice Gasperini    | Italie   | 5  | 4 | 3 | 7   | +1  | 6   |
| 5    | Klaudia Pelic      | Pologne  | 5  | 1 | 5 | 6   | +6  | 4   |
| 6    | Michelle Almquist  | Danemark | 5  | 3 | 2 | 5   | +9  | 2   |
| 7    | Kristine Eberhardt | Danemark | 5  | 0 | 5 | 5   | +10 | 4   |
| 8    | Julia Gawlik       | Pologne  | 5  | 4 | 0 | 4   | +5  | 2   |
| 8    | Olivia Tomczok     | Pologne  | 5  | 4 | 0 | 4   | +3  | 0   |
| 10   | Maria Peters       | Danemark | 5  | 3 | 1 | 4   | +6  | 0   |

| Rang | Joueuse          | Pays            | Min          | BC | Moy  | %Arr | Bl |
| ---- | ---------------- | --------------- | ------------ | -- | ---- | ---- | -- |
| 1    | Lisa Jensen      | Danemark        | 220 min      | 2  | 0,55 | 95,6 | 1  |
| 2    | Eugenia Pompanin | Italie          | 209 min 57 s | 7  | 2    | 93,2 | 1  |
| 3    | Siye He          | Chine           | 257 min 4 s  | 14 | 3,27 | 90,8 | 0  |
| 4    | Arina Chiokolova | Kazakhstan      | 245 min      | 10 | 2,4  | 90,6 | 0  |
| 5    | Molly Brooks     | Grande-Bretagne | 271 min 12 s | 14 | 3,10 | 90,6 | 0  |
| 6    | Martyna Sass     | Pologne         | 240 min      | 11 | 2,75 | 88,1 | 0  |

Seules sont classées les gardiennes ayant joué au minimum 40 % du temps de jeu de leur équipe.